# Malkovice
Malkovice jsou část města Sedlec-Prčice v okrese Příbram ve Středočeském kraji. Nachází se asi 3,5 kilometru severozápadně od Sedlce. Částí města protéká Martinický potok. Je zde evidováno 12 adres. V roce 2011 zde trvale žilo 26 obyvatel.
Malkovice leží v katastrálním území Kvasejovice o výměře 5,73 km².

## Historie
První písemná zmínka o vesnici pochází z roku 1207.

## Obyvatelstvo
| Rok            | 1869 | 1880 | 1890 | 1900 | 1910 | 1921 | 1930 | 1950 | 1961 | 1970 | 1980 | 1991 | 2001 | 2011 | 2021 |
| -------------- | ---- | ---- | ---- | ---- | ---- | ---- | ---- | ---- | ---- | ---- | ---- | ---- | ---- | ---- | ---- |
| Počet obyvatel | 119  | 128  | 122  | 110  | 95   | 93   | 81   | 57   | 64   | 50   | 42   | 36   | 27   | 26   | 25   |
| Počet domů     | 20   | 19   | 20   | 20   | 19   | 19   | 22   | 18   | 18   | 13   | 10   | 12   | 13   | 16   | 18   |

## Obecní správa
Při sčítání lidu v letech 1850–1979 Malkovice byly osadou obce Kvasejovice, se kterým patřily nejprve do okresu Sedlčany, ale od roku 1960 v okrese Benešov. Od 1. ledna 1980 jsou částí města Sedlec-Prčice v okrese Benešov. Od 1. ledna 2007 vesnice přešla spolu s městem Sedlec-Prčice z okresu Benešov do okresu Příbram.